# 84224 Кіте
84224 Кіте (84224 Kyte) — астероїд головного поясу, відкритий 9 вересня 2002 року.
Тіссеранів параметр щодо Юпітера — 3,603.